# 埃弗里茨 (北卡羅萊納州)
埃弗里茨（英語：Everetts）是一個位於美國北卡羅萊納州馬丁縣的城鎮。

## 人口
根據2020年美國人口普查的數據，埃弗里茨的面積為1.28平方千米，皆為陸地。當地共有人口150人，而人口密度為每平方千米117人。